# 大化村
大化村位于合肥市庐江县西南部，是乐桥镇较大的村，人口5.8万人，村民组34个。境内有名胜岱鳌山，林壑幽静。

## 气候
属北亚热带湿润气候区，四季分明、日照充足、热量丰富、雨量充沛、无霜期长。

## 旅游
岱鳌山是郯庐断裂带上的一座“神山”，最高峰龙王顶海拔270米，相传此地远古时期为东海之稍，由一头巨鳌化身而成。距城池埂古城遗址15公里，孔城老街20公里，庐江县25公里，桐城市35公里，浮山33公里。